# Банк Ірландії
Банк Ірландії (ірл. Banc na hÉireann) - комерційний банк в Ірландії, один з традиційних ірландських банків. Історично будучи провідною банківською організацією в Ірландії, банк займає унікальну позицію в історії ірландської банківської справи. В основі сучасної групи лежить  старовинна установа Governor and Company of the Bank of Ireland, заснована королівським указом у 1783 році. Штаб-квартира розташована у Дубліні. Банк Ірландії не є Центральним банком Ірландії
Дохід 3,957 млрд євро (31 березня 2009). Прибуток 69 млн євро (31 березня 2009).

## Галерея

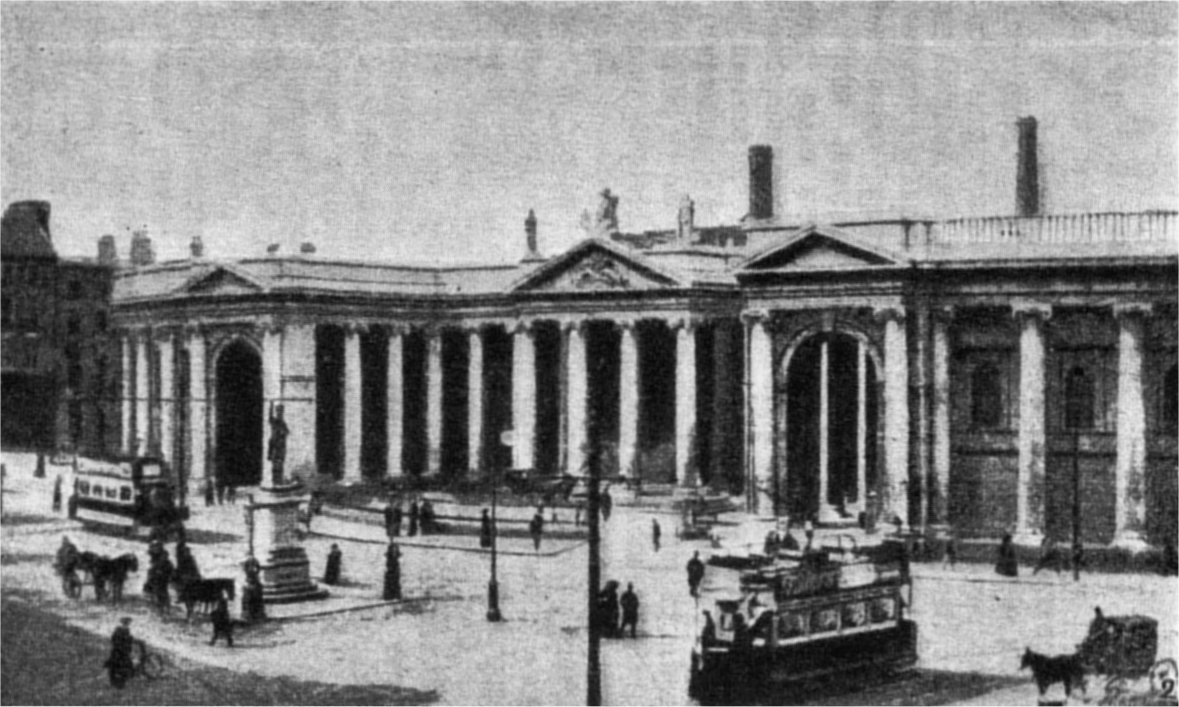
Банк Ірландії у 1800
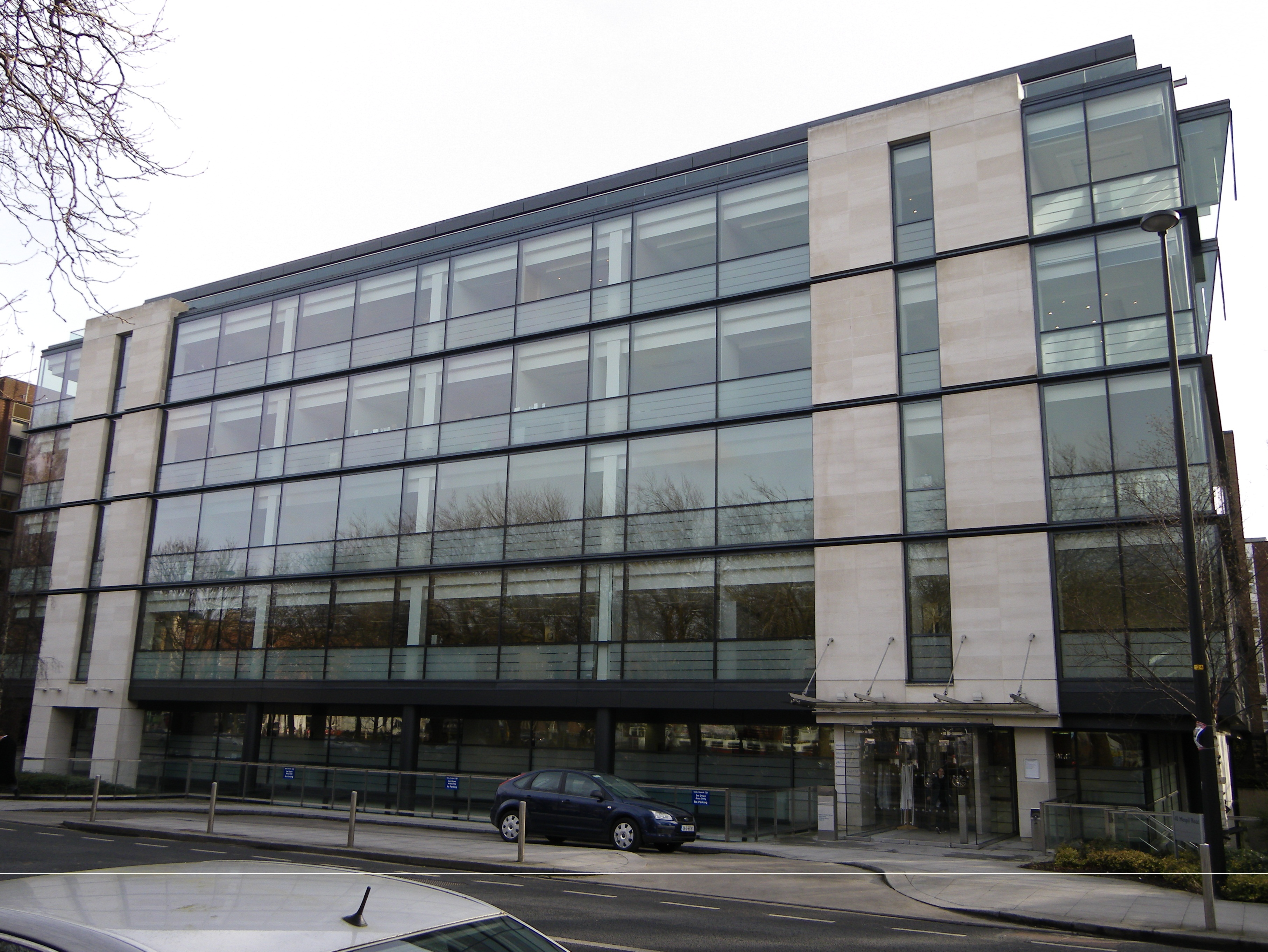
Банк Ірландії у 2011